# Аристотелис
Аристоте́лис (греч. Δήμος Αριστοτέλη) — община (дим) в Греции. Входит в периферийную единицу Халкидики в периферии Центральная Македония. Население 18 294 жителей по переписи 2011 года. Площадь 747,015 квадратного километра. Плотность 24,49 человека на квадратный километр. Административный центр — Иерисос, исторический центр — Арнея. Димархом на местных выборах 2014 года был избран Георгиос Зумбас (Γεώργιος Ζουμπάς).
Создана в 2010 году (ΦΕΚ 87Α) по программе «Калликратис» при слиянии упразднённых общин Арнея, Панайия и Стайира-Акантос. Названа по имени Аристотеля, великого древнегреческого философа и учёного. В общину входят острова Амолиани, Кафканас и Элефтеронисос.

## Административное деление

Административное деление общины:
1 — Стайира-Акантос
2 — снизу вверх: Панайя, Арнея

Община (дим) Аристотелис делится на 3 общинные единицы.